# Stockholm Rock
Stockholm Rock är en EP från 1957 av Rock-Rolf och hans satelliter, utgiven på skivbolaget Polydor.
Skivan möjliggjordes av att Rock-Rolf och hans band vann en musiktävling som hölls på Nalen i Stockholm och som pris fick de spela in en EP. Titelspåret räknas av vissa som Sveriges första rocklåt. Jalle Olsson, före detta medlem i Wilmer X, spelade 2005 in låten med titeln "Malmö Rock".
EP:n är av titlarna i boken Tusen svenska klassiker (2009).

## Låtlista
1. "Stockholm Rock"
2. "Du måste lära dig rock"
3. "Rock a Beatin' Boogie"
4. "ABC-Boogie"